# Коростино (Тверская область)
Коростино — деревня в Андреапольском районе Тверской области. Входит в Торопацкое сельское поселение.

## География
Расположена примерно в 5 верстах к юго-востоку от села Торопаца на берегу озера Коростинское.

## История
В конце XIX - начале XX века деревня входила в Холмский уезд Псковской губернии.